# Хаджсафи, Эхсан
Эхса́н Хаджсафи́ (перс. احسان حاج‌صفی‎; род. 25 февраля 1990[…], Кашан, Исфахан) — иранский футболист, игрок клуба АЕК. Бывший игрок национальной сборной Ирана, за которую сыграл более 140 матчей. Участник чемпионатов мира 2014, 2018 и 2022 годов, а также Кубков Азии 2011, 2015, 2019 и 2023 годов. Играет на позиции левого защитника или полузащитника, также может играть в центре полузащиты.

## Карьера
Хаджсафи родился 25 февраля 1990 года в городе Кашан. В 2000 году он стал играть в молодёжной команде клуба «Зоб Ахан», а в 2006 году сменил его на «Сепахан». Главный тренер клуба Лука Боначич приметил Эхсана, когда тот играл за молодёжную команду, и перевёл его в первую команду. С 2007 года Хаджсафи стал играть в основном составе «Сепахана». В сезоне 2006/2007 он сыграл 8 матчей в чемпионате Ирана, а в сезоне 2007/2008 уже 32 игры, в которых забил 6 голов. Кроме того, он в стартовом составе выходил на оба матча «Сепахана» на клубном чемпионате мира 2007 года.
На протяжении четырёх подряд сезонов Хаджсафи являлся основным игроком «Сепахана», дважды, в сезонах 2009/2010 и 2010/2011, вместе с командой становился чемпионом Ирана. В 2009 году сайт Goal.com назвал Эхсана самым многообещающим футболистом Азии. Летом 2011 года Хаджсафи отправился в аренду в клуб «Трактор Сази» вслед за тренером Амиром Галенои, под руководством которого играл два предыдущих года в «Сепахане». В сезоне 2011/2012 «Трактор» занял второе место в чемпионате Ирана, показав лучший результат в своей истории. В следующем сезоне он повторил это достижение, но Хаджсафи в середине сезона вернулся в «Сепахан».
В сезоне 2012/2013 Хаджсафи выиграл с «Сепаханом» Кубок Хазфи, а по окончании сезона заключил с клубом новый контракт на два года. В августе 2014 года приобрести иранца пытался английский клуб «Фулхэм», однако переход в итоге не состоялся. После этого Хаджсафи провёл ещё один сезон в составе «Сепахана» и в третий раз помог клубу выиграть национальный чемпионат.
30 августа 2015 года Хаджсафи перешёл в клуб Второй Бундеслиги «Франкфурт», с которым заключил контракт на два года. Также к игроку проявлял интерес немецкий «Бохум». В сезоне 2015/2016 иранец сыграл за «Франкфурт» 28 матчей и забил два гола, но по итогам сезона его клуб вылетел в Третью лигу, после чего контракт Хаджсафи был аннулирован. В июле 2016 года Эхсан вернулся в «Сепахан», заключив с клубом годичный контракт.
В июне 2017 года Хаджсафи заключил контракт с греческим «Паниониос», с которым вёл переговоры и за год до этого, но тогда клуб испытывал финансовые проблемы, и переход не состоялся. В июле Эхсан дебютировал в еврокубках, сыграв три матча в Лиге Европы УЕФА. В первой половине чемпионата Греции он сыграл 14 матчей, в которых забил 1 гол. 2 января 2018 года Хаджсафи перешёл в «Олимпиакос» из Пирея за 600 тыс. евро. Личный контракт иранца был заключён на три с половиной года. В основном составе клуба Эхсану закрепиться не удалось, за полгода он сыграл за «Олимпиакос» лишь семь матчей, в которых отметился одним забитым голом.
2 сентября 2018 года Хаджсафи вернулся в Иран, заключив трёхлетний контракт с клубом «Трактор Сази», за который уже выступал в 2011—2012 годах.

## Выступления за сборную
В 2005 году Хаджсафи дебютировал в составе юношеской сборной Ирана, принял участие в 6 играх на юношеском уровне, отметившись 2 забитыми голами. В течение 2007—2011 годов он привлекался в состав молодёжной сборной Ирана. В составе молодёжной сборной Хаджсафи принимал участие в футбольном турнире Азиатских игр 2010 года, в котором иранцы заняли четвёртое место. Всего на молодёжном уровне Эхсан сыграл в 20 официальных матчах, забил 3 гола.
25 мая 2008 года 18-летний Хаджсафи дебютировал в составе национальной сборной Ирана в товарищеском матче с Замбией, в котором он отдал две голевые передачи и помог своей команде одержать победу со счётом 3:2. 11 августа 2008 года Хаджсафи забил первый гол за сборную. Это произошло в матче чемпионата Федерации футбола Западной Азии против команды Катара, который завершился победой Ирана со счётом 6:1. В финале турнира сборная Ирана также одержала победу.
Хаджсафи играл за сборную Ирана на Кубке Азии 2011 года, проходившем в Катаре. Иранцы дошли до стадии четвертьфинала, где уступили команде Республики Корея. Эхсан принял участие во всех четырёх матчах своей сборной на турнире.

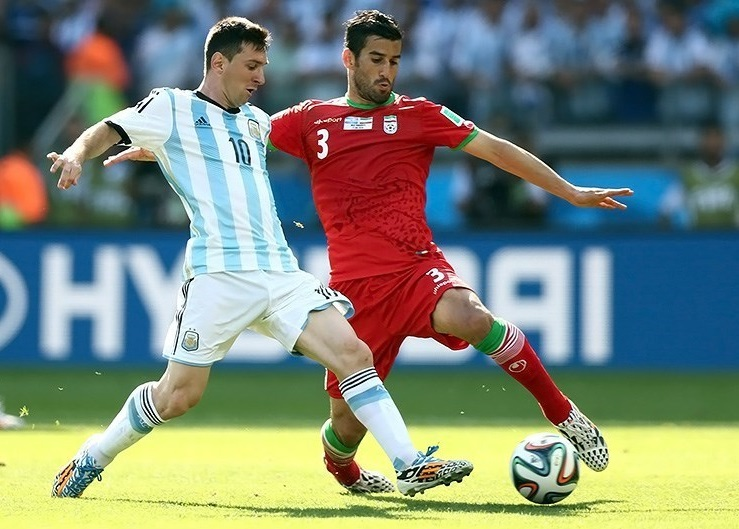
Хаджсафи против Лионеля Месси на чемпионате мира 2014 года

В июне 2014 года главный тренер сборной Ирана Карлуш Кейрош включил Хаджсафи в заявку на чемпионат мира, проходивший в Бразилии. На турнире Эхсан был игроком основного состава своей команды и принял участие во всех трёх матчах группового этапа. Несмотря на неудачное выступление сборной Ирана, набравшей одно очко и занявшей последнее место в своей группе, Хаджсафи хорошо проявил себя в матче с командой Аргентины, дошедшей в итоге до финала.
На Кубке Азии 2015 года, проходившем в Австралии, Хаджсафи принял участие в двух матчах группового турнира и в четвертьфинальном матче со сборной Ирака, в котором иранцы уступили в серии пенальти. Свой пенальти Эхсан не забил. На турнире он отличился одним забитым голом — в матче группового турнира со сборной Бахрейна, который команда Ирана выиграла со счётом 2:0.
В августе 2017 года федерация футбола Ирана пожизненно отстранила Хаджсафи от выступлений за национальную сборную за то, что он сыграл в матче Лиги Европы против израильского клуба «Маккаби» Тель-Авив. Иран запрещает своим спортсменам соревноваться с израильтянами, поскольку не признаёт государство Израиль. В том же месяце Хаджсафи через социальные сети принёс извинения за случившееся, после чего федерация футбола разрешила ему вернуться в сборную Ирана.
На чемпионате мира 2018 года Хаджсафи принял участие во всех трёх матчах иранской сборной на турнире.

## Стиль игры
Хаджсафи — универсальный футболист, способный играть на нескольких позициях. В начале карьеры он играл на позиции центрального полузащитника, выполнял функции плеймейкера, и в иранской прессе сравнивался с игроком сборной Испании Сеском Фабрегасом. Позднее Эхсан был переведён на левый фланг полузащиты, а в настоящее время играет преимущественно на левом фланге линии обороны.
Хаджсафи отличается высоким футбольным интеллектом, умением принимать решения, изобретательностью и хорошим понимание игры. Он также обладает хорошей скоростью и дриблингом, позволяющим подключаться по флангу к атакам своей команды и идти в обыгрыш. У Эхсана высокий уровень технического мастерства, хороший удар с левой ноги, благодаря чему он часто выполняет штрафные удары. Также Хаджсафи может далеко вбрасывать мяч из-за боковой линии.
Физические данные Хаджсафи — его главная слабость. С габаритными игроками, особенно высокорослыми центральными защитниками, ему сложно соперничать. Также он испытывает проблемы при игре в обороне, особенно, если требуется личная опека игрока из команды-соперника.

## Статистика

### Клубная статистика
| Выступление      | Выступление        | Выступление        | Лига | Лига | Кубок | Кубок | Конт. | Конт. | Прочие | Прочие | Итого | Итого |
| Клуб             | Лига               | Сезон              | Игры | Голы | Игры  | Голы  | Игры  | Голы  | Игры   | Голы   | Игры  | Голы  |
| ---------------- | ------------------ | ------------------ | ---- | ---- | ----- | ----- | ----- | ----- | ------ | ------ | ----- | ----- |
| Сепахан          | I                  | 2006/2007          | 8    | 0    | 1     | 0     | 7     | 0     | —      | —      | 16    | 0     |
| Сепахан          | I                  | 2007/2008          | 32   | 6    | 3     | 1     | 5     | 0     | 2      | 0      | 42    | 7     |
| Сепахан          | I                  | 2008/2009          | 29   | 6    | 1     | 2     | 4     | 0     | —      | —      | 34    | 8     |
| Сепахан          | I                  | 2009/2010          | 32   | 5    | 1     | 0     | 6     | 0     | —      | —      | 39    | 5     |
| Сепахан          | I                  | 2010/2011          | 28   | 2    | 3     | 0     | 7     | 0     | —      | —      | 38    | 2     |
| Трактор Сази     | I                  | 2011/2012          | 32   | 5    | 1     | 0     | —     | —     | —      | —      | 33    | 5     |
| Трактор Сази     | I                  | 2012/2013          | 13   | 4    | 0     | 0     | 0     | 0     | —      | —      | 13    | 4     |
| Трактор Сази     | Итого              | Итого              | 45   | 9    | 1     | 0     | 0     | 0     | —      | —      | 46    | 9     |
| Сепахан          | I                  | 2012/2013          | 16   | 2    | 3     | 0     | 5     | 0     | —      | —      | 24    | 2     |
| Сепахан          | I                  | 2013/2014          | 29   | 2    | 1     | 0     | 6     | 0     | —      | —      | 36    | 2     |
| Сепахан          | I                  | 2014/2015          | 25   | 2    | 1     | 0     | 0     | 0     | —      | —      | 26    | 2     |
| Сепахан          | I                  | 2015/2016          | 5    | 3    | 0     | 0     | 0     | 0     | —      | —      | 5     | 3     |
| Сепахан          | Итого за «Сепахан» | Итого за «Сепахан» | 204  | 28   | 14    | 3     | 40    | 0     | 2      | 0      | 260   | 31    |
| Франкфурт        | II                 | 2015/2016          | 27   | 2    | 1     | 0     | —     | —     | —      | —      | 28    | 2     |
| Сепахан          | I                  | 2016/2017          | 25   | 5    | 4     | 1     | 0     | 0     | —      | —      | 29    | 6     |
| Паниониос        | I                  | 2017/2018          | 14   | 1    | 3     | 1     | 3     | 0     | —      | —      | 20    | 2     |
| Олимпиакос       | I                  | 2017/2018          | 6    | 1    | 1     | 0     | 0     | 0     | —      | —      | 7     | 1     |
| Трактор Сази     | I                  | 2018/2019          | 0    | 0    | 0     | 0     | 0     | 0     | 0      | 0      | 0     | 0     |
| Всего за карьеру | Всего за карьеру   | Всего за карьеру   | 321  | 47   | 24    | 6     | 43    | 0     | 2      | 0      | 390   | 53    |

### Матчи и голы за сборную
| №         | Дата             | Оппонент             | Счёт          | Голы | Соревнование                 |
| --------- | ---------------- | -------------------- | ------------- | ---- | ---------------------------- |
| 1         | 25 мая 2008      | Замбия               | 3:2           | —    | Товарищеский матч            |
| 2         | 2 июня 2008      | ОАЭ                  | 0:0           | —    | Отборочные матчи ЧМ-2010     |
| 3         | 7 июня 2008      | ОАЭ                  | 1:0           | —    | Отборочные матчи ЧМ-2010     |
| 4         | 7 августа 2008   | Палестина            | 3:0           | —    | Чемпионат Западной Азии 2008 |
| 5         | 11 августа 2008  | Катар                | 6:1           | 1    | Чемпионат Западной Азии 2008 |
| 6         | 13 августа 2008  | Сирия                | 2:0           | —    | Чемпионат Западной Азии 2008 |
| 7         | 15 августа 2008  | Иордания             | 2:1           | —    | Чемпионат Западной Азии 2008 |
| 8         | 27 августа 2008  | Азербайджан          | 1:0           | —    | Товарищеский матч            |
| 9         | 17 декабря 2008  | Эквадор              | 0:1           | —    | Товарищеский матч            |
| 10        | 9 января 2009    | Китай                | 3:1           | —    | Товарищеский матч            |
| 11        | 1 апреля 2009    | Сенегал              | 1:1           | —    | Товарищеский матч            |
| 12        | 1 июня 2009      | Китай                | 0:1           | —    | Товарищеский матч            |
| 13        | 31 августа 2009  | Бахрейн              | 2:4           | —    | Товарищеский матч            |
| 14        | 5 сентября 2009  | Узбекистан           | 0:0           | —    | Товарищеский матч            |
| 15        | 10 ноября 2009   | Исландия             | 1:0           | —    | Товарищеский матч            |
| 16        | 14 ноября 2009   | Иордания             | 1:0           | —    | Отборочные матчи КА-2011     |
| 17        | 22 ноября 2009   | Иордания             | 0:1           | —    | Отборочные матчи КА-2011     |
| 18        | 28 декабря 2009  | Катар                | 2:3           | 1    | Товарищеский матч            |
| 19        | 2 января 2010    | КНДР                 | 1:0           | —    | Товарищеский матч            |
| 20        | 6 января 2010    | Сингапур             | 3:1           | —    | Отборочные матчи КА-2011     |
| 21        | 3 марта 2010     | Таиланд              | 1:0           | —    | Отборочные матчи КА-2011     |
| 22        | 3 сентября 2010  | Китай                | 2:0           | —    | Товарищеский матч            |
| 23        | 7 сентября 2010  | Республика Корея     | 1:0           | —    | Товарищеский матч            |
| 24        | 24 сентября 2010 | Бахрейн              | 3:0           | —    | Чемпионат Западной Азии 2010 |
| 25        | 1 октября 2008   | Ирак                 | 2:1           | —    | Чемпионат Западной Азии 2010 |
| 26        | 3 октября 2008   | Кувейт               | 1:2           | —    | Чемпионат Западной Азии 2010 |
| 27        | 7 октября 2010   | Бразилия             | 0:3           | —    | Товарищеский матч            |
| 28        | 28 декабря 2010  | Катар                | 0:0           | —    | Товарищеский матч            |
| 29        | 2 января 2011    | Ангола               | 1:0           | —    | Товарищеский матч            |
| 30        | 11 января 2011   | Ирак                 | 2:1           | —    | Финальные матчи КА-2011      |
| 31        | 15 января 2011   | КНДР                 | 1:0           | —    | Финальные матчи КА-2011      |
| 32        | 19 января 2011   | ОАЭ                  | 3:0           | —    | Финальные матчи КА-2011      |
| 33        | 22 января 2011   | Республика Корея     | 0:1           | —    | Финальные матчи КА-2011      |
| 34        | 9 февраля 2011   | Россия               | 1:0           | —    | Товарищеский матч            |
| 35        | 17 июля 2011     | Мадагаскар           | 1:0           | —    | Товарищеский матч            |
| 36        | 23 июля 2011     | Мальдивы             | 4:0           | —    | Отборочные матчи ЧМ-2014     |
| 37        | 2 сентября 2011  | Индонезия            | 3:0           | —    | Отборочные матчи ЧМ-2014     |
| 38        | 5 октября 2011   | Палестина            | 7:0           | —    | Товарищеский матч            |
| 39        | 15 ноября 2011   | Индонезия            | 4:1           | —    | Отборочные матчи ЧМ-2014     |
| 40        | 23 февраля 2012  | Иордания             | 2:2           | —    | Товарищеский матч            |
| 40.000001 | 2 мая 2012       | Мозамбик             | 3:0           | —    | Товарищеский матч            |
| 41        | 27 мая 2012      | Албания              | 0:1           | —    | Товарищеский матч            |
| 42        | 3 июня 2012      | Узбекистан           | 1:0           | —    | Отборочные матчи ЧМ-2014     |
| 43        | 12 июня 2012     | Катар                | 0:0           | —    | Отборочные матчи ЧМ-2014     |
| 44        | 15 августа 2012  | Тунис                | 2:2           | —    | Товарищеский матч            |
| 45        | 5 сентября 2012  | Иордания             | 0:0           | —    | Товарищеский матч            |
| 46        | 11 сентября 2012 | Ливан                | 0:1           | —    | Отборочные матчи ЧМ-2014     |
| 47        | 6 ноября 2012    | Таджикистан          | 6:1           | —    | Товарищеский матч            |
| 48        | 12 декабря 2012  | Бахрейн              | 0:0           | —    | Чемпионат Западной Азии 2012 |
| 49        | 26 марта 2013    | Кувейт               | 1:1           | —    | Отборочные матчи КА-2015     |
| 50        | 22 мая 2013      | Оман                 | 1:3           | —    | Товарищеский матч            |
| 51        | 11 июня 2013     | Ливан                | 4:0           | —    | Отборочные матчи ЧМ-2014     |
| 52        | 18 июня 2013     | Республика Корея     | 1:0           | —    | Отборочные матчи ЧМ-2014     |
| 53        | 15 ноября 2013   | Таиланд              | 3:0           | —    | Отборочные матчи КА-2015     |
| 54        | 3 марта 2014     | Кувейт               | 3:2           | —    | Отборочные матчи КА-2015     |
| 55        | 5 марта 2014     | Гвинея               | 1:2           | —    | Товарищеский матч            |
| 56        | 18 мая 2014      | Беларусь             | 0:0           | —    | Товарищеский матч            |
| 57        | 26 мая 2014      | Черногория           | 0:0           | —    | Товарищеский матч            |
| 58        | 30 мая 2014      | Ангола               | 1:1           | —    | Товарищеский матч            |
| 59        | 8 июня 2014      | Тринидад и Тобаго    | 2:0           | 1    | Товарищеский матч            |
| 60        | 16 июня 2014     | Нигерия              | 0:0           | —    | Финальные матчи ЧМ-2014      |
| 61        | 21 июня 2014     | Аргентина            | 0:1           | —    | Финальные матчи ЧМ-2014      |
| 62        | 25 июня 2014     | Босния и Герцеговина | 1:3           | —    | Финальные матчи ЧМ-2014      |
| 63        | 18 ноября 2014   | Республика Корея     | 1:0           | —    | Товарищеский матч            |
| 64        | 11 января 2015   | Бахрейн              | 2:0           | 1    | Финальные матчи КА-2015      |
| 65        | 15 января 2015   | Катар                | 1:0           | —    | Финальные матчи КА-2015      |
| 66        | 23 января 2015   | Ирак                 | 3:3 (6:7 пен) | —    | Финальные матчи КА-2015      |
| 67        | 11 июня 2015     | Узбекистан           | 1:0           | —    | Товарищеский матч            |
| 68        | 16 июня 2015     | Туркменистан         | 1:1           | —    | Отборочные матчи ЧМ-2018     |
| 69        | 3 сентября 2015  | Гуам                 | 6:0           | —    | Отборочные матчи ЧМ-2018     |
| 70        | 8 сентября 2015  | Индия                | 3:0           | —    | Отборочные матчи ЧМ-2018     |
| 71        | 8 октября 2015   | Оман                 | 1:1           | —    | Отборочные матчи ЧМ-2018     |
| 72        | 13 октября 2015  | Япония               | 1:1           | —    | Товарищеский матч            |
| 73        | 12 ноября 2015   | Туркменистан         | 3:1           | —    | Отборочные матчи ЧМ-2018     |
| 74        | 24 марта 2016    | Индия                | 4:0           | 2    | Отборочные матчи ЧМ-2018     |
| 75        | 29 марта 2016    | Оман                 | 2:0           | —    | Отборочные матчи ЧМ-2018     |
| 76        | 2 июня 2016      | Македония            | 3:1           | —    | Товарищеский матч            |
| 77        | 1 сентября 2016  | Катар                | 2:0           | —    | Отборочные матчи ЧМ-2018     |
| 78        | 6 октября 2016   | Узбекистан           | 1:0           | —    | Отборочные матчи ЧМ-2018     |
| 79        | 11 октября 2016  | Республика Корея     | 1:0           | —    | Отборочные матчи ЧМ-2018     |
| 80        | 23 марта 2017    | Катар                | 1:0           | —    | Отборочные матчи ЧМ-2018     |
| 81        | 4 июня 2017      | Черногория           | 2:1           | —    | Товарищеский матч            |
| 82        | 31 августа 2017  | Республика Корея     | 0:0           | —    | Отборочные матчи ЧМ-2018     |
| 83        | 5 сентября 2017  | Сирия                | 2:2           | —    | Отборочные матчи ЧМ-2018     |
| 84        | 5 октября 2017   | Того                 | 2:0           | —    | Товарищеский матч            |
| 85        | 10 октября 2017  | Россия               | 1:1           | —    | Товарищеский матч            |
| 86        | 13 ноября 2017   | Венесуэла            | 1:0           | —    | Товарищеский матч            |
| 87        | 23 марта 2018    | Тунис                | 0:1           | —    | Товарищеский матч            |
| 88        | 27 марта 2018    | Алжир                | 2:1           | —    | Товарищеский матч            |
| 89        | 19 мая 2018      | Узбекистан           | 1:0           | —    | Товарищеский матч            |
| 90        | 28 мая 2018      | Турция               | 1:2           | —    | Товарищеский матч            |
| 91        | 8 июня 2018      | Литва                | 1:0           | —    | Товарищеский матч            |
| 92        | 15 июня 2018     | Марокко              | 1:0           | —    | Финальные матчи ЧМ-2018      |
| 93        | 20 июня 2018     | Испания              | 0:1           | —    | Финальные матчи ЧМ-2018      |
| 94        | 25 июня 2018     | Португалия           | 1:1           | —    | Финальные матчи ЧМ-2018      |

## Достижения
«Сепахан»
- Финалист Лиги чемпионов АФК: 2007
- Чемпион Ирана (3): 2009/10, 2010/11, 2014/15
- Обладатель Кубка Хазфи (2): 2006/07, 2012/13

«Трактор Сази»
- Серебряный призёр чемпионата Ирана: 2011/12

Сборная Ирана
- Победитель чемпионата Федерации футбола Западной Азии: 2008